# Scientifique de l'année
La Société Radio-Canada décerne le titre de Scientifique de l’année à une personnalité scientifique canadienne francophone qui s’est illustrée dans sa discipline.
Elle veut également souligner par cet honneur l’implication et le rayonnement du scientifique dans son milieu, tant sur le plan scientifique qu’en enseignement. 
Les lauréats sont choisis par un comité composé de journalistes du module Science de Radio-Canada. Le prix est décerné depuis 1987.

## Lauréats
- 1987 : Jean Davignon, médecin
- 1988 : Pierre Béland, biologiste
- 1989 : Fernand Labrie, endocrinologue
- 1990 : J.-André Fortin, biologiste
- 1991 : Gérard Bouchard, sociologue
- 1992 : Pierre Bourque, ingénieur en horticulture
- 1993 : Guy A. Rouleau, neurologue et généticien
- 1994 : René Racine, astrophysicien
- 1995 : Jean-Marie Leclerc, cancérologue
- 1996 : Bartha Maria Knoppers, bioéthicienne
- 1997 : Lucien Abenhaim, épidémiologiste
- 1998 : François Auger et Lucie Germain, médecins
- 1999 : Christiane Ayotte, chimiste
- 2000 : Tom J. Hudson, généticien
- 2001 : Claude Villeneuve, biologiste
- 2002 : Louis Taillefer, physicien
- 2003 : Richard Cloutier, paléontologue
- 2004 : Louis Fortier, biologiste et océanographe
- 2005 : Jean-Marie de Koninck, mathématicien
- 2006 : Lyne Mongeau, diététiste
- 2007 : Chloé Legris, ingénieure
- 2008 : Christian Marois, David Lafrenière et René Doyon, astrophysiciens
- 2009 : Gustavo Turecki, psychiatre et Michael Meaney, psychologue
- 2010 : Joël Bêty, biologiste
- 2011 : Jacques Pépin, épidémiologiste
- 2012 : Pierre Savard, physicien
- 2013 : Serge Payette, écologiste
- 2014 : Guy Sauvageau, clinicien-chercheur spécialisé en oncologie-hématologie
- 2015 : Gary Kobinger, microbiologiste, pour sa contribution à la lutte contre la maladie d'Ebola
- 2016 : Daniel Pauly, biologiste
- 2017 : Yoshua Bengio, informaticien
- 2018 : Manon Bergeron, sexologue
- 2019 : Andrew Couturier, Michel Robert, Marie-Hélène Hachey et Denis Lepage, auteurs du deuxième Atlas des oiseaux nicheurs du Québec méridional
- 2020 : Julien Arino, Marc Brisson, Caroline Colijn et Mathieu Maheu-Giroux, pour leur modélisation des effets des mesures sanitaires
- 2021 : Maxime Aubert, archéologue et géochimiste
- 2022 : René Doyon, astrophysicien
- 2023 : Donna Mergler, Aline Philibert, Myriam Fillion et Judy Da Silva, pour leur analyse de l'influence de l'empoisonnement au methylmercure sur la prévalence de tentatives de suicide chez les jeunes autochtones de Grassy Narrows